# ランス・パーマー
ランス・パーマー（Lance Palmer、1987年2月7日 - ）は、アメリカ合衆国の男性総合格闘家。オハイオ州コロンビア郡区出身。ニック・カトーネMMA所属。元WSOF世界フェザー級王者。PFLフェザー級トーナメント2018・2019王者。元RFAフェザー級王者。

## 来歴
幼い頃からレスリングを始め、オハイオ州立大学時代はNCAAディビジョン1でオールアメリカンに4度選出され、オハイオ州立大学で殿堂入りを果たした。卒業後の2011年に総合格闘技デビュー。
2013年6月21日、RFAフェザー級タイトルマッチでジャレッド・ダウニングと対戦し、2-1の判定勝ち。王座獲得に成功した。

### WSOF・PFL
2013年12月8日、WSOF初参戦となったWSOF 7のWSOF世界フェザー級王座決定戦でジョージ・カラカニヤンと対戦し、ギロチンチョークで3R一本負け。王座獲得に失敗した。
2014年12月13日、WSOF 16のWSOF世界フェザー級タイトルマッチでリック・グレンと対戦し、リアネイキドチョークで3R一本勝ち。王座獲得に成功した。
2015年6月5日、WSOF 21のWSOF世界フェザー級タイトルマッチでクリス・ホロデッキーと対戦し、ネッククランクで1R一本勝ち。王座の初防衛に成功した。
2015年12月18日、WSOF 26のWSOF世界フェザー級タイトルマッチでアレッシャンドリ・アルメイダと対戦し、0-3の判定負け。王座から陥落した。
2016年7月30日、WSOF 32のWSOF世界フェザー級タイトルマッチでアレッシャンドリ・アルメイダとダイレクトリマッチを行い、2-0の5R判定勝ち。王座再獲得に成功し、リベンジを果たした。
2017年3月18日、WSOF 35のWSOF世界フェザー級タイトルマッチでアンドレ・ハリソンと対戦し、0-3の5R判定負け。王座から陥落した。
2018年10月5日、PFL 8のフェザー級トーナメント準々決勝でマックス・コガと対戦し、3-0の判定勝ち。続く準決勝でアンドレ・ハリソンと再戦し、3-0の判定勝ち。リベンジに成功し、トーナメント決勝進出を果たした。
2018年12月31日、PFL 11のフェザー級トーナメント決勝でスティーブン・サイラーと対戦し、3-0の5R判定勝ち。トーナメント優勝を果たした。
2019年5月23日、PFL 2のフェザー級トーナメントのレギュラーシーズン1回戦でアレックス・ギルピンと対戦し、3-0の判定勝ちを収め3ポイントを獲得。7月25日、PFL 5の2回戦でルイス・ハファエル・ローレンティーノと対戦し、パウンドで3RTKO勝ちを収め4ポイントを獲得し、合計獲得ポイント7ポイントでプレーオフ進出を果たした。
2019年10月17日、PFL 8のフェザー級トーナメント準々決勝でアレッシャンドリ・アルメイダと通算3度目の対戦を行い、3-0の判定勝ち。続く準決勝でアレックス・ギルピンと対戦し、3-0の判定勝ち。決勝進出を果たした。
2019年12月31日、PFL 10のフェザー級トーナメント決勝戦でアレックス・ギルピンと通算3度目の対戦を行い、3-0の5R判定勝ち。2度目のトーナメント優勝を果たし、優勝賞金100万ドル（1億1千万円）を獲得した。当初は決勝戦でダニエル・ピネダと対戦予定であったが、ピネダから禁止薬物の陽性反応が確認されたため、対戦相手がギルピンに変更された。

## 戦績
| 総合格闘技 戦績 | 総合格闘技 戦績 | 総合格闘技 戦績 | 総合格闘技 戦績 | 総合格闘技 戦績 | 総合格闘技 戦績 | 総合格闘技 戦績 |
| --------------- | --------------- | --------------- | --------------- | --------------- | --------------- | --------------- |
| 29 試合         | (T)KO           | 一本            | 判定            | その他          | 引き分け        | 無効試合        |
| 23 勝           | 1               | 8               | 14              | 0               | 0               | 0               |
| 6 敗            | 0               | 1               | 5               | 0               | 0               | 0               |

| 勝敗 | 対戦相手                             | 試合結果                     | 大会名                                                             | 開催年月日     |
| ○    | シェイモン・モラエス                 | 5分3R終了 判定3-0            | PFL 5                                                              | 2022年6月24日  |
| ×    | クリス・ウェイド                     | 5分3R終了 判定0-3            | PFL 2                                                              | 2022年4月28日  |
| ×    | モフリド・ハイブラエフ               | 5分3R終了 判定0-3            | PFL 6                                                              | 2021年6月25日  |
| ×    | ババ・ジェンキンス                   | 5分3R終了 判定0-3            | PFL 1                                                              | 2021年4月23日  |
| ○    | アレックス・ギルピン                 | 5分5R終了 判定3-0            | PFL 10 【フェザー級トーナメント決勝】                              | 2019年12月31日 |
| ○    | アレックス・ギルピン                 | 5分3R終了 判定3-0            | PFL 8 【フェザー級トーナメント準決勝】                             | 2019年10月17日 |
| ○    | アレッシャンドリ・アルメイダ         | 5分2R終了 判定3-0            | PFL 8 【フェザー級トーナメント準々決勝】                           | 2019年10月17日 |
| ○    | ルイス・ハファエル・ローレンティーノ | 3R 2:45 TKO（パウンド）      | PFL 5 【フェザー級トーナメント2回戦】                              | 2019年7月25日  |
| ○    | アレックス・ギルピン                 | 5分3R終了 判定3-0            | PFL 2 【フェザー級トーナメント1回戦】                              | 2019年5月23日  |
| ○    | スティーブン・サイラー               | 5分5R終了 判定3-0            | PFL 11 【フェザー級トーナメント決勝】                              | 2018年12月31日 |
| ○    | アンドレ・ハリソン                   | 5分3R終了 判定3-0            | PFL 8 【フェザー級トーナメント準決勝】                             | 2018年10月5日  |
| ○    | マックス・コガ                       | 5分2R終了 判定3-0            | PFL 8 【フェザー級トーナメント準々決勝】                           | 2018年10月5日  |
| ○    | ジュマビエク・トゥエルクン           | 3R 4:34 リアネイキドチョーク | PFL 4                                                              | 2018年7月19日  |
| ○    | ベクブラット・マゴメドフ             | 2R 3:21 リアネイキドチョーク | PFL 1                                                              | 2018年6月7日   |
| ○    | スティーブン・サイラー               | 5分3R終了 判定3-0            | PFL: Fight Night                                                   | 2017年11月2日  |
| ×    | アンドレ・ハリソン                   | 5分5R終了 判定0-3            | WSOF 35: Ivanov vs. Jordan 【WSOF世界フェザー級タイトルマッチ】    | 2017年3月18日  |
| ○    | アレッシャンドリ・アルメイダ         | 5分5R終了 判定2-0            | WSOF 32: Moraes vs. Hill 2 【WSOF世界フェザー級タイトルマッチ】    | 2016年7月30日  |
| ×    | アレッシャンドリ・アルメイダ         | 5分5R終了 判定0-3            | WSOF 26: Palmer vs. Almeida 【WSOF世界フェザー級タイトルマッチ】   | 2015年12月18日 |
| ○    | クリス・ホロデッキー                 | 1R 4:28 ネッククランク       | WSOF 21: Palmer vs. Horodecki 【WSOF世界フェザー級タイトルマッチ】 | 2015年6月5日   |
| ○    | リック・グレン                       | 3R 3:09 リアネイキドチョーク | WSOF 16: Palhares vs. Fitch 【WSOF世界フェザー級タイトルマッチ】   | 2014年12月13日 |
| ○    | ニック・ロボスコ                     | 1R 4:15 リアネイキドチョーク | WSOF 10: Branch vs. Taylor                                         | 2014年6月21日  |
| ×    | ジョージ・カラカニヤン               | 3R 4:40 ギロチンチョーク     | WSOF 7: Karakhanyan vs. Palmer 【WSOF世界フェザー級王座決定戦】    | 2013年12月8日  |
| ○    | ジャレッド・ダウニング               | 5分5R終了 判定2-1            | RFA 8: Pettis vs. Pegg 【RFAフェザー級タイトルマッチ】             | 2013年6月21日  |
| ○    | パトリック・リーヴス                 | 1R 3:40 ギロチンチョーク     | Showdown Fights 11: Buchholz vs. Bell                              | 2013年5月10日  |
| ○    | フレジソン・パイシャオン             | 5分3R終了 判定2-1            | RFA 4: Griffin vs. Escudero                                        | 2012年11月2日  |
| ○    | ジョン・ワシントン                   | 5分3R終了 判定3-0            | UVC 20: Clash at the Coliseum                                      | 2012年8月4日   |
| ○    | ジョーダン・チャンドラー             | 2R 4:07 肩固め               | Showdown Fights 6: Breakout                                        | 2012年2月24日  |
| ○    | クリス・デビッド                     | 5分3R終了 判定3-0            | Fight for Wrestling 4                                              | 2011年10月1日  |
| ○    | エミリオ・ゴンザレス                 | 1R 2:22 リアネイキドチョーク | Fight for Wrestling 3: Back in Bakersfield                         | 2011年5月20日  |

## 獲得タイトル
- 第2代RFAフェザー級王座（2013年）
- 第3代WSOF世界フェザー級王座（2014年）
- 第5代WSOF世界フェザー級王座（2016年）